# Lamsoor
Lamsoor (Limonium vulgare) is een plant uit de strandkruidfamilie (Plumbaginaceae). Lamsoor komt in Nederland voor in het Deltagebied, op de Waddeneilanden en langs de Waddenkust op de kwelders. In België komt lamsoor voor op de Zwinvlakte waar het in de volksmond zwinnebloem ('zwinneblomme') wordt genoemd.

## Determinatie
De plant vermeerdert zich vooral vegetatief door middel van stekken. Op de onderkant van het blad zitten zoutklieren, die het overtollig zout uit de plant halen. Per cm² zitten ongeveer zeshonderd zoutkliertjes. Als de zon op de bladeren schijnt schitteren de zoutkristallen op de bladeren.
Lamsoor werd vroeger wel "limoenkruid" genoemd, en droeg de botanische naam Statice limonium.

## Ecologie
De plant komt voor op kwelders en in gebieden die onder invloed van getijden staan en af en toe overstroomd worden met zeewater (de "zilte zoom"). Zo bestaat de begroeiing van De Slufter op Texel voor het overgrote deel uit een zoutminnende vegetatie, die in begin augustus overwegend paars kleurt vanwege de lamsoor.

### Syntaxonomie
Lamsoor is een kensoort voor de zeeaster-klasse (Asteretea tripolii), een groep van plantengemeenschappen van zilte tot brakke gronden van buitendijkse terreinen in estuaria.

### Insecten
Vlinders komen vanwege de nectar veel op bloeiende lamsoor voor. De rupsen van de vedermot doen zich te goed aan de bladeren.

## Verwarrend
De bladeren van de echte lamsoor worden niet gegeten. De bladeren van de zulte (zeeaster) (Aster tripolium) zijn wél eetbaar en worden als groente verkocht en gegeten, onder de naam 'lamsoren'. Doordat beide soorten oppervlakkig op elkaar lijken en in hetzelfde biotoop voorkomen leidt dit tot verwarring.